# Maikel Kieftenbeld
Maikel Kieftenbeld —pron. / ˈmɑikəl ˈkiftə(m)bɛlt /— (Lemelerveld, Dalfsen, 16 de junio de 1990) es un futbolista neerlandés que juega en la posición de centrocampista y desde 2024 milita en el SC Cambuur Leeuwarden de la Eerste Divisie.
Comenzó su carrera en el club de su ciudad natal, el V. V. Lemelerveld, y en 2003 se unió a las categorías inferiores del F. C. Twente, donde pasó cinco temporadas.
En 2007 fue fichado por el Go Ahead Eagles, que en ese entonces jugaba en la Eerste Divisie, y un año después realizó su debut profesional. Pasó dos temporadas allí y en 2010 se unió al F. C. Groningen de la primera división. En un principio se desempeñó como lateral derecho, pero en su segundo año comenzó a jugar de centrocampista. En la temporada 2013-14 fue nombrado segundo capitán y ayudó al club a clasificar a un torneo internacional tras siete años.
En la temporada 2014-15 capitaneó al equipo en la obtención de la Copa de los Países Bajos, el primer título en la historia del club. La siguiente temporada se unió al Birmingham City de la segunda división inglesa. Jugó cinco encuentros con la selección neerlandesa sub-21 entre 2011 y 2012, y disputó el Torneo Esperanzas de Toulon de 2012.

## Trayectoria

### Go Ahead Eagles
Kieftenbeld comenzó su carrera en el V. V. Lemelerveld hasta que se unió a la cantera del F. C. Twente, donde jugó cinco temporadas. En 2007 se unió a las divisiones juveniles del Go Ahead Eagles y un año después firmó por tres temporadas más otra opcional. Disputó en Alemania un partido de pretemporada ante el Jong Twente que perdieron por 3:0. Su debut oficial se produjo el 8 de agosto en una derrota por 5:0 con el VVV-Venlo, en la que ingresó en lugar del lesionado Ceriel Oosthout. El 24 de abril de 2009 marcó el gol de la victoria en un partido contra el S. C. Veendam que terminó 2:1. En la temporada 2009-10, su equipo llegó a la última ronda de playoffs para ascender a la Eredivisie, pero perdió por 3:0 con el Willem II Tilburg. En abril de 2010 el AZ Alkmaar presentó una oferta para fichar a Kieftenbeld, pero al jugador le quedaba un año de contrato por cumplir y el traspaso no se llevó a cabo. En total, jugó 63 partidos ligueros y anotó tres goles.

### F. C. Groningen
En junio de 2010, Kieftenbeld firmó por cuatro temporadas con el F. C. Groningen, que pagó trescientos mil euros por su pase. A pesar de que había jugado toda su carrera como centrocampista, comenzó a desempeñarse como lateral derecho. Su rendimiento defensivo fue bajo en la derrota por 5:1 con el Feyenoord de Róterdam, donde tuvo dificultades para marcar a Ryo Miyaichi y le cometió un penal que Georginio Wijnaldum convirtió en gol. Su equipo terminó quinto en la liga, por lo que clasificó a los playoffs para la Liga Europa de la UEFA. En la semifinal, Kieftenbeld fue expulsado en la ida, donde perdieron por 3:2, pero aun así el F. C. Groningen derrotó al Heracles Almelo en la vuelta, que ganó por 2:1. En la final, perdieron en tanda de penales con el ADO La Haya tras un 6:6 global.
En su segunda temporada, en una victoria por 6:0 al Feyenoord, marcó desde más de veinticinco metros su primer gol en la Eredivisie. En el período de transferencias de enero, el director general Hans Nijland dijo que el Club Brujas había ofrecido una importante suma de dinero con tal de fichar a Kieftenbeld, pero no hubo acuerdo porque Danny Holla estaba cedido al VVV-Venlo y el F. C. Groningen no podía desprenderse de otro centrocampista. El club terminó en la decimocuarta posición en la liga, mientras que Kieftenbeld jugó veintisiete partidos y marcó un gol. Su desempeño a lo largo de la temporada le valió el título de jugador del año por parte de la afición. La siguiente temporada, Pieter Huistra se marchó y Robert Maaskant se convirtió en el nuevo entrenador. A mediados de temporada, el jugador sufrió durante un entrenamiento una lesión en la rodilla, por lo que se perdió un partido ante el F. C. Utrecht. En los encuentros siguientes a su recuperación dejó de ser titular y se perdió un partido contra el AZ Alkmaar por acumulación de tarjetas amarillas. El club terminó séptimo en la liga, por lo que clasificó a los playoffs de la Liga Europa de la UEFA, donde debió enfrentar al F. C. Twente. En la ida, Kieftenbeld tuvo un sólido rendimiento pero no pudo evitar que su equipo perdiera 1:0. En la vuelta, fueron derrotados por 3:2.
En la siguiente temporada, Maaskant fue reemplazado por Erwin van de Looi, quien designó a Rasmus Lindgren como primer capitán y a Kieftenbeld, segundo. Si bien en los primeros partidos no jugó o no fue titular, con el tiempo volvió a la titularidad y disputó muchos de los encuentros como capitán. Finalmente, y con el consentimiento de Lindgren, se convirtió en el primer capitán. En los últimos diez partidos de la temporada, ayudó a su equipo a mantenerse invicto, con nueve victorias, y a clasificar a una competición internacional después de siete años. El gerente técnico Henk Veldmate dijo que el jugador era un «digno representante del club», tanto dentro como fuera del terreno de juego. A pesar del interés del Club Brujas en ficharlo, Kieftenbeld extendió su contrato por dos años y manifestó que se sentía satisfecho con su decisión. No obstante, en el acuerdo fue incluida una cláusula de rescisión. En la segunda ronda previa de la Liga Europa de la UEFA, el Groningen se enfrentó con el Aberdeen F. C. En la ida empataron sin goles como visitantes, pero perdieron 2:1 en la vuelta, donde Kieftenbeld marcó el gol del descuento de cabeza. Jugó todos los partidos de la Copa de los Países Bajos, donde en los cuartos de final le anotó al Vitesse Arnhem en un encuentro que terminó 4:0. En la final su equipo derrotó al PEC Zwolle con dos goles de Albert Rusnák, y Kieftenbeld como capitán fue quien levantó el primer trofeo del club. Después de esto, fue fichado por el Birmingham City.

### Birmingham City

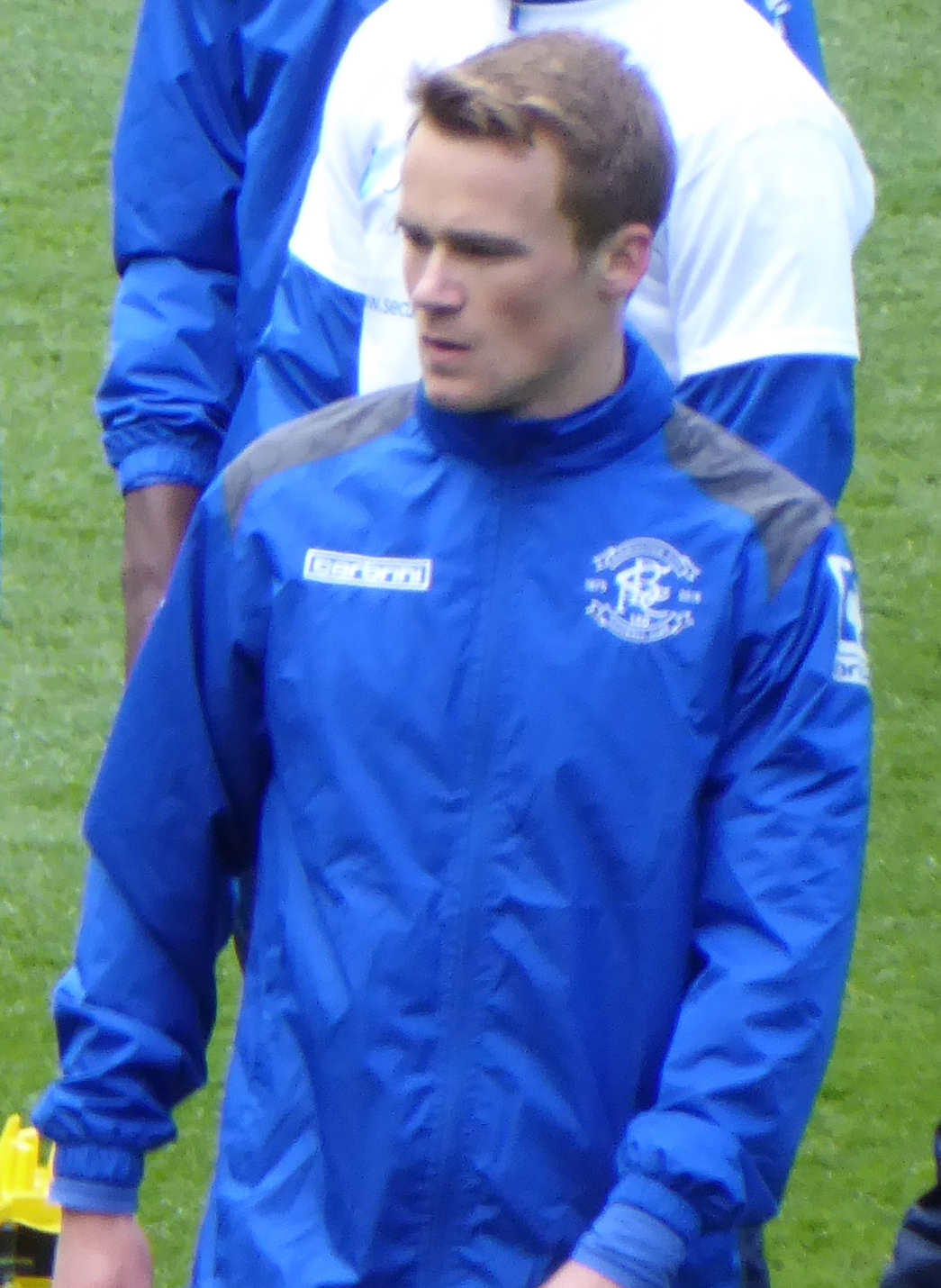
Kieftenbeld con el Birmingham City en abril de 2016

El 27 de julio de 2015, Kieftenbeld firmó por tres años con el Birmingham City, y si bien el precio de la transferencia no fue revelado, la cláusula de rescisión del jugador era de 250 mil euros. En el primer partido de la temporada, una victoria por 2:1 ante el Reading F. C., fue titular en el esquema 4-2-3-1, en el que fue posicionado como volante de contención junto con Stephen Gleeson, y fue reemplazado en el segundo tiempo por David Davis. Tuvo un debut prometedor y en los siguientes encuentros mantuvo la titularidad. Tanto Kieftenbeld como Gleeson tuvieron una pobre actuación frente al Rotherham United, por lo que Gary Rowett decidió agregar en el mediocampo al suplente Davis, que había tenido un buen rendimiento en un empate con el Aston Villa, en la victoria por 2:0 al Brentford F. C. Debido a un problema físico, Kieftenbeld permaneció en el banco de suplentes en el empate sin goles con el Blackburn Rovers, por lo que Rowett preparó una formación con Davis y Andrew Shinnie como titulares. Su regreso se produjo unos días más tarde en una victoria por 5:2 ante el Fulham F. C., en la que reemplazó a Jacques Maghoma en los últimos quince minutos, mientras que su vuelta a la titularidad ocurrió en una derrota con el Brighton & Hove Albion, donde fue amonestado. En ese encuentro, le provocó una lesión en la rodilla a Liam Rosenior que, para el entrenador rival Chris Hughton, no fue hecha a propósito.
Su primer gol lo anotó el 2 de enero de 2016 en una victoria por 2:1 al Brentford, en la que a los 89 minutos le dio a su equipo el gol del triunfo, que convirtió tras correr sesenta metros y recibir un pase largo de James Vaughan. Dos semanas después volvió a marcar, esta vez al Derby County en una goleada por 3:0. El 23 de enero le anotó al Ipswich Town en otra victoria por 3:0. Ese mes hizo tres goles, cuando en sus más de doscientos partidos en los Países Bajos había convertido siete. Por su rendimiento, fue unos de los candidatos al premio al jugador del mes de la liga, pero el ganador fue Abel Hernández. Kieftenbeld jugaba en una línea de tres centrocampistas, ninguno de ellos ofensivo, y atribuyó a su confianza como el principal motivo por el cual aumentó su llegada al arco rival. Rowett dijo que el jugador era una «pieza clave» para el equipo, y en la última parte de la temporada lo ubicó para que distribuyera más el balón, como lo hacía en el F. C. Groningen. Disputó cuarenta y cinco encuentros en la temporada, marcó tres goles y fue amonestado diez veces, y el equipo, con sesenta y tres puntos, terminó a mitad de tabla en la liga.
Kieftenbeld se lesionó durante la pretemporada 2016-17, por lo que se perdió el primer partido de la temporada. Regresó el 13 de agosto en una victoria por 2:1 ante el Leeds United, donde tuvo una buena actuación. El 10 de septiembre, el equipo derrotó por 1:0 al Fulham y el jugador tuvo un buen rendimiento jugando con Robert Tesche, quien se había unido al club meses antes. Las victorias frente al Fulham y al Norwich City, equipos con más presupuesto que ellos, los dejó en la cuarta posición en la liga, lo que Kieftenbeld atribuyó al «espíritu de equipo» y al «trabajo duro». El 14 de diciembre de 2016, Rowett fue despedido y Gianfranco Zola lo sustituyó. Bajo la conducción de Zola, el equipo tan solo ganó dos de veinticuatro partidos, y Kieftenbeld, en un principio, perdió la titularidad. Zola dimitió después de cuatro meses, mientras que el Birmingham City pasó de la séptima a la vigésima posición en la liga. El 31 de agosto de 2017 se anunció el fichaje del jugador por el Derby County, pero la English Football League no lo permitió por problemas de papeleo. Regresó al equipo y el 13 de octubre jugó ante el Cardiff City, el primer partido bajo el mandato de Steve Cotterill, y tuvo un buen rendimiento.

## Estadísticas

### Clubes
La siguiente tabla detalla los encuentros disputados y los goles marcados por Kieftenbeld en los clubes en los que ha militado.
| Go Ahead Eagles · Países Bajos | 2008-09             | 30  | 1  | 0  | 1  | 0 | 0 | 0 | 0 | 0 | 31  | 1  | 0  |
| Go Ahead Eagles · Países Bajos | 2009-10             | 37  | 2  | 5  | 5  | 0 | 2 | 0 | 0 | 0 | 42  | 2  | 7  |
| Go Ahead Eagles · Países Bajos | Total               | 67  | 3  | 5  | 6  | 0 | 2 | 0 | 0 | 0 | 73  | 3  | 7  |
| F. C. Groningen · Países Bajos | 2010-11             | 31  | 0  | 2  | 4  | 0 | 0 | 2 | 0 | 0 | 37  | 0  | 2  |
| F. C. Groningen · Países Bajos | 2011-12             | 26  | 1  | 0  | 1  | 0 | 0 | 0 | 0 | 0 | 27  | 1  | 0  |
| F. C. Groningen · Países Bajos | 2012-13             | 27  | 1  | 3  | 3  | 0 | 0 | 2 | 0 | 0 | 32  | 1  | 3  |
| F. C. Groningen · Países Bajos | 2013-14             | 28  | 0  | 1  | 3  | 0 | 0 | 3 | 0 | 1 | 34  | 0  | 2  |
| F. C. Groningen · Países Bajos | 2014-15             | 33  | 0  | 4  | 6  | 1 | 0 | 2 | 1 | 0 | 41  | 2  | 4  |
| F. C. Groningen · Países Bajos | Total               | 145 | 2  | 10 | 16 | 1 | 0 | 9 | 1 | 1 | 170 | 4  | 11 |
| Birmingham City Inglaterra | 2015-16             | 42  | 3  | 0  | 3  | 0 | 0 | 0 | 0 | 0 | 45  | 3  | 0  |
| Birmingham City Inglaterra | 2016-17             | 38  | 1  | 0  | 3  | 0 | 1 | 0 | 0 | 0 | 41  | 1  | 1  |
| Birmingham City Inglaterra | 2017-18             | 35  | 0  | 1  | 3  | 1 | 0 | 0 | 0 | 0 | 38  | 1  | 1  |
| Birmingham City Inglaterra | 2018-19             | 36  | 1  | 2  | 2  | 0 | 0 | 0 | 0 | 0 | 38  | 1  | 2  |
| Birmingham City Inglaterra | Total               | 151 | 5  | 3  | 11 | 1 | 1 | 0 | 0 | 0 | 162 | 6  | 4  |
| Total en su carrera | Total en su carrera | 363 | 10 | 18 | 33 | 2 | 3 | 9 | 1 | 1 | 405 | 13 | 22 |
| (1) Incluye datos de Copa de los Países Bajos, FA Cup y Copa de la Liga de Inglaterra. (2) Incluye datos de la Liga Europa de la UEFA. |                     |     |    |    |    |   |   |   |   |   |     |    |    |

### Selección nacional
La siguiente tabla detalla los encuentros disputados y los goles marcados por Kieftenbeld con la selección neerlandesa.
| Selección             | Año   | Amistoso | Amistoso | Amistoso | Clasificación europea | Clasificación europea | Clasificación europea | Total | Total | Total |
| Selección             | Año   | PJ       | G        | A        | PJ                    | G                     | A                     | PJ    | G     | A     |
| --------------------- | ----- | -------- | -------- | -------- | --------------------- | --------------------- | --------------------- | ----- | ----- | ----- |
| Sub-21 · Países Bajos | 2010  | 1        | 0        | 0        | 2                     | 0                     | 0                     | 3     | 0     | 0     |
| Sub-21 · Países Bajos | 2011  | 2        | 0        | 0        | 0                     | 0                     | 0                     | 2     | 0     | 0     |
| Total                 | Total | 3        | 0        | 0        | 2                     | 0                     | 0                     | 5     | 0     | 0     |

### Resumen estadístico
| Competición                  | Partidos | Goles | Asistencias | Promedio |
| ---------------------------- | -------- | ----- | ----------- | -------- |
| Liga                         | 363      | 10    | 18          | 0,02     |
| Copas nacionales             | 33       | 2     | 3           | 0,06     |
| Copas internacionales        | 9        | 1     | 1           | 0,11     |
| Selección neerlandesa sub-21 | 5        | 0     | 0           | 0,00     |
| Total                        | 410      | 13    | 22          | 0,03     |

## Palmarés

### Campeonatos nacionales
| Título                   | Club            | País         | Año     |
| ------------------------ | --------------- | ------------ | ------- |
| Copa de los Países Bajos | F. C. Groningen | Países Bajos | 2014-15 |

### Distinciones individuales
| Distinción                                                | Año  |
| --------------------------------------------------------- | ---- |
| Jugador del año del F. C. Groningen para los aficionados. | 2012 |